# Plötsligt skulle vi skiljas
Plötsligt skulle vi skiljas är en svensk TV-film från 1986 i regi av Birgitta Öhman. I rollerna ses Johannes Brost, Axel Düberg, Lis Nilheim och Margreth Weivers.
Manus skrevs av Charlotte Strandgaard och filmen fotades av Inge Roos. Den premiärvisades den 9 januari 1986 i Sveriges Television.